# 春日城 (信濃国佐久郡)
春日城（かすがじょう）は、長野県佐久市にあった日本の城。

## 概要
築城時期は不明だが、鎌倉期初頭から室町時代にかけて、この地を祢津氏庶流春日氏が支配していたため、春日氏の者による築城を思われる。
永正13年（1515年）、信濃国の佐久郡望月地方の豪族望月氏に攻められ祢津氏系春日氏は滅ぼされ、その後は望月氏系春日氏の居城となった。
天文10年（1541年）、武田氏の佐久侵攻後、望月氏は武田氏に属し、春日城も依田系芦田信守の属城となった。
武田氏滅亡後の天正壬午の乱で徳川氏の家臣となった依田信蕃が、天正10年（1582年）真田昌幸の協力を得て春日城を本拠にし、望月城はじめ佐久の諸城を攻略したが、翌年天正11年（1583年）大井行吉が守る岩尾城を攻撃中に弟と共に戦死。依田康国が跡を継ぎ大久保忠世が後見として佐久郡を治めたが、天正18年（1590年）に上野国石倉城攻めで討死にし、春日城もこの頃に廃城になったと考えられている。